# Miroslav Levinský
Miroslav Levinský (* 5. srpna 1951) je bývalý český fotbalista, útočník.

## Fotbalová kariéra
V československé lize hrál za Baník Ostrava a VP Frýdek-Místek. Nastoupil ve 35 ligových utkáních a dal 6 ligových gólů.

## Ligová bilance
| Ročník                                   | Zápasy | Góly | Klub             |
| ---------------------------------------- | ------ | ---- | ---------------- |
| 1. československá fotbalová liga 1972/73 | 5      | 0    | Baník Ostrava    |
| 1. československá fotbalová liga 1973/74 | 2      | 0    | Baník Ostrava    |
| 1. československá fotbalová liga 1976/77 | 28     | 6    | VP Frýdek-Místek |
| 1. LIGA CELKEM                           | 35     | 6    |                  |